# Dictadura militar de Xile

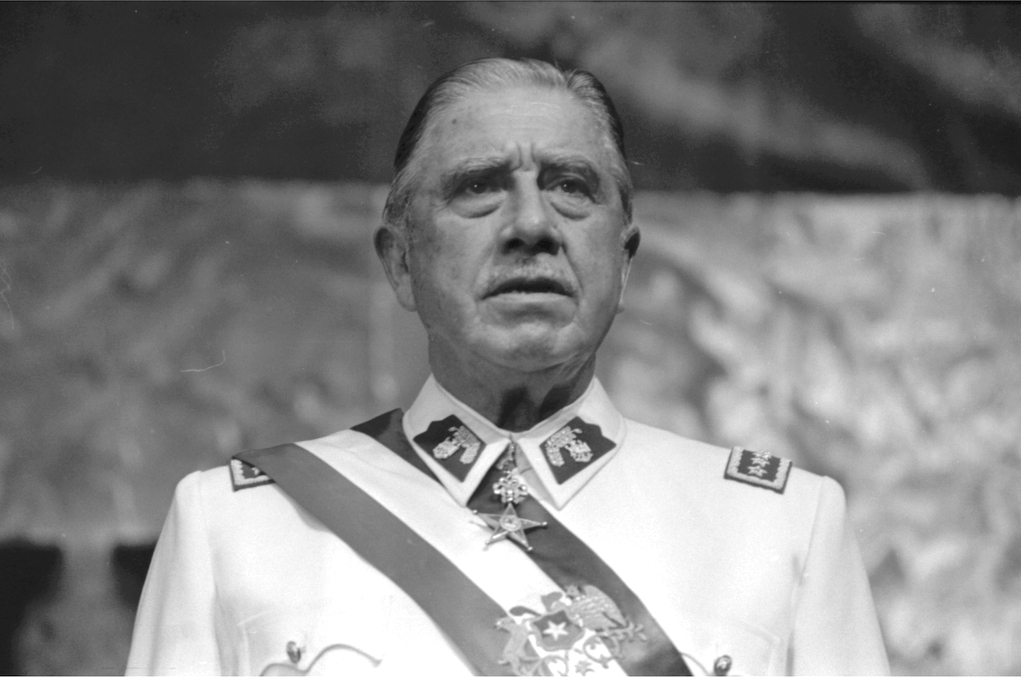
Pinochet va ser el dictador de Xile entre 1973-1990.

La dictadura militar de Xile comença amb el cop d'estat de l'11 de setembre de 1973. Immediatament després es va formar una Junta Militar, presidida per Augusto Pinochet, que ràpidament es va convertir en el líder de la dictadura. La resta de la Junta va estar conformada per José Toribio Merino (Marina), Gustavo Leigh (Força Aèria) i César Mendoza (Carabineros). El règim va prohibir els partits polítics, i va utilitzar sistemàticament la tortura contra els opositors. Almenys 30.000 persones van ser víctimes de tortures, i 200.000 foren forçades a l'exili. La dictadura va col·laborar amb altres semblants, en l'operació condor, i va comptar amb la seva pròpia policia secreta, la DINA.
Inicialment la dictadura va tenir el suport dels Estats Units. Tot i això, va ser un pària internacional després d'ordenar l'assassinat d'Orlando Letelier, exministre d'Allende, mitjançant un cotxe bomba. Aquest atemptat va passar en plena ciutat de Washington, en 1976. Xile va mantenir estretes relacions amb la Sud-àfrica de l'apartheid.
Després de la celebració d'un plebiscit l'any 1980, la dictadura va establir una constitució i va implementar el sistema neoliberalisme, sota la comanda dels Chicago Boys, membres de l'Escola d'Economia de Chicago.
La crisi del deute llatinoamericà va ser especialment greu a Xile. Això va ocasionar massives protestes de la ciutadania contra la dictadura. El moviment de protesta popular va ser encapçalat per treballadors, estudiants, i diferents moviments polítics. També va haver-hi guerrilles, com va ser el cas del Movimiento de Izquierda Revolucionaria.
Després de ser derrotat al plebiscit del 1988, Pinochet va deixar el poder el 1990. Va continuar exercint com a Comandant de l'Exèrcit de Xile fins a 1998, quan va assumir com a "senador vitalici" segons establia la Constitució vigent.